# Mischa
Mischa ist ein männlicher und (selten) weiblicher Vorname.

## Herkunft und Bedeutung
Mischa ist slawischen Ursprungs. Es ist die Koseform von Michail, der russischen Variante von Michael.

## Bekannte Namensträger
- Mischa Auer (1905–1967), amerikanischer Film- und Theaterschauspieler
- Mischa Barton (* 1986), britische Schauspielerin
- Florian Mischa Böder (* 1974), deutscher Filmemacher, Drehbuchautor und Theaterregisseur
- Mischa Bredewold (* 2000), niederländische Radrennfahrerin
- Mischa Ebner (1975–2002), Schweizer Waffenläufer und Mörder
- Mischa Krausz (* 1954), österreichischer Komponist, Musikproduzent, Bassist
- Mischa Maisky (* 1948), lettischer Cellist
- Mischa Meier (* 1971), deutscher Althistoriker
- Mischa Spoliansky (1898–1985), russisch-britischer Komponist
- Mischa Urbatzka (* 1983), deutscher Beachvolleyballspieler
- Mischa van der Heiden (* 1971), niederländischer Technokünstler, siehe DJ Misjah
- Mischael-Sarim Verollet (* 1981), bekannt als „Mischa“, deutscher Slampoet und Autor
- Mischa Vetere (* 1967), Schweizer Dichter und Schriftsteller
- Mischa Zickler (* 1966), österreichischer Autor und Fernsehproduzent
- Mischa Zverev (* 1987), deutscher Tennisspieler